# Karmacode

## Cântece
1. Fragile
2. To the Edge
3. Our Truth ¹
4. Within Me
5. Devoted
6. You Create
7. What I See
8. Fragments of Faith
9. Closer (Lacuna Coil Song)|Closer
10. In Visible Light
11. The Game
12. Without Fear
13. Enjoy the Silence (Depeche Mode Cover)
14. Without a Reason (Japanese Bonus Track) (Also a B-Side off the Our Truth Single Release).

¹ Mai multe despre Underworld: Evolution soundtrack, lansare 10 Ianuarie, 2006.